# Назарян, Степан Исаевич
 Степан Исаевич Назарян (Степанос Есайиевич Назарянц) (арм. Ստեփանոս Նազարյան; 15 [27] мая 1812, Тифлис, Грузинская губерния — 27 апреля [9 мая] 1879, Москва, Московская губерния) — российский издатель, публицист, просветитель, историк литературы и востоковед, переводчик армянского происхождения.

## Биография

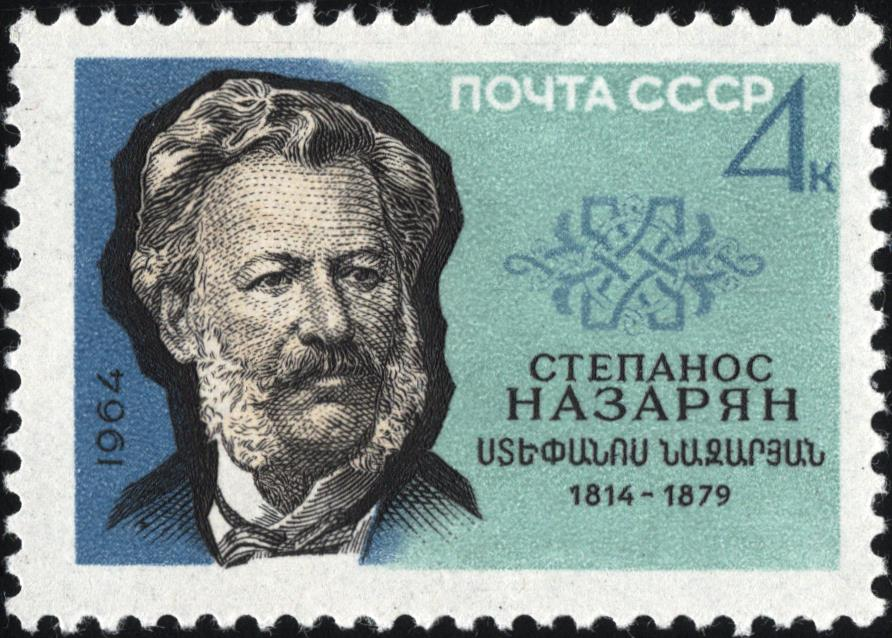
Почтовая марка СССР, 1964 год

Родился 15 (27) мая 1812 года года в Тифлисе, Грузинская губерния, в семье армянского священника.
Получил образование, сначала в Нерсесяновской духовной семинарии в Тифлисе, затем — в Дерптской гимназии. С 1835 года учился в Дерптском университете, окончив его в 1840 году со степенью кандидата философских наук.
Переехал в Санкт-Петербург, где продолжил изучать восточные языки. По рекомендации академиков Френа и Боссе 10 июня 1842 года он был назначен в Императорский Казанский университет, адъюнктом на вновь учреждённую кафедру армянского языка. В 1846 году он получил степень магистра за диссертацию: «Обозрение истории гайканской письменности с XIV стол. до новейшего времени».
С 1849 года, после защиты диссертации с анализом поэмы Фирдоуси «Шахнаме» (Казань, 1849) — профессор персидской и арабской словесности в специальных классах Лазаревского института восточных языков. В 1869 году приехал в Тифлис, чтобы собрать больше материалов о местной литературе и традициях; с сентября 1869 по август 1871 годы был инспектором тифлисской Нерсесяновской семинарии, затем вернулся в Москву и прожил там до конца жизни.
В 1850-х годах, находясь под влиянием идей русского общественного движения, возглавил армянское просветительское движение. В 1858—1864 годах издавал в Москве журнал «Юсисапайл» («Северное сияние»), который оказал влияние на развитие общественной просветительской мысли в Армении. Выступая за духовное возрождение армянского народа он, в частности, выдвинул идею народного образования, предложив заменить древнеармянский язык «грабар», давно ставший непонятным широким массам, новоармянским литературным языком «ашхарапар». Он проводил мысль, что армяне должны усвоить западную культуру и затем, исполняя своё историческое назначение, распространить её блага среди народов азиатского Востока. Он доказывал, что нужно увеличить число армянских школ, преобразовать программу существующих, искоренить схоластику, посылать молодых людей за границу для продолжения занятий; учредить особое высшее армянское учебное заведение. Вместе с тем, он стоял за издание дешёвых армянских книг для народа, за основание в главных центрах книжных магазинов и библиотек, за развитие национальной сцены. Он требовал также поднятия уровня духовенства; по его мысли устроена в Эчмиадзине Академия для подготовки образованных священников. Он проповедовал полную терпимость по отношению к армянам-католикам и армянам-протестантам. Придерживался деистического направления в философии.
Скончался 27 апреля (9 мая) 1879 года в Москве.

## Сочинения
- Назариянц Степан Беглый обзор истории Гайканской литературы до конца XIII века. — 1844
- Назариянц Степан Обозрение Гайканской письменности с XIV столетия до новейшего времени. — 1846
- Назариянц Степан Абуль-Касем Фердауси Тусский, творец книги царей известной под названием Шах-Намэ: С присовокуплением крат. обзора истории персид. поэзии до исхода XV столетия по Р. Х.: В 2 кн. Кн.1-2. — Казань, 1849; М.: Тип.ун-та, 1851 (докторская диссертация)
- Назариянц Степан Розовый кустарник шейха Муслехеддин Саади Ширазского, известный под названием Гулистан. — М., 1857

Напечатал ряд сочинений на армянском языке: «Психология, основанная на опыте»; «Хрестоматия новоармянского языка» и другие.